# Stöde

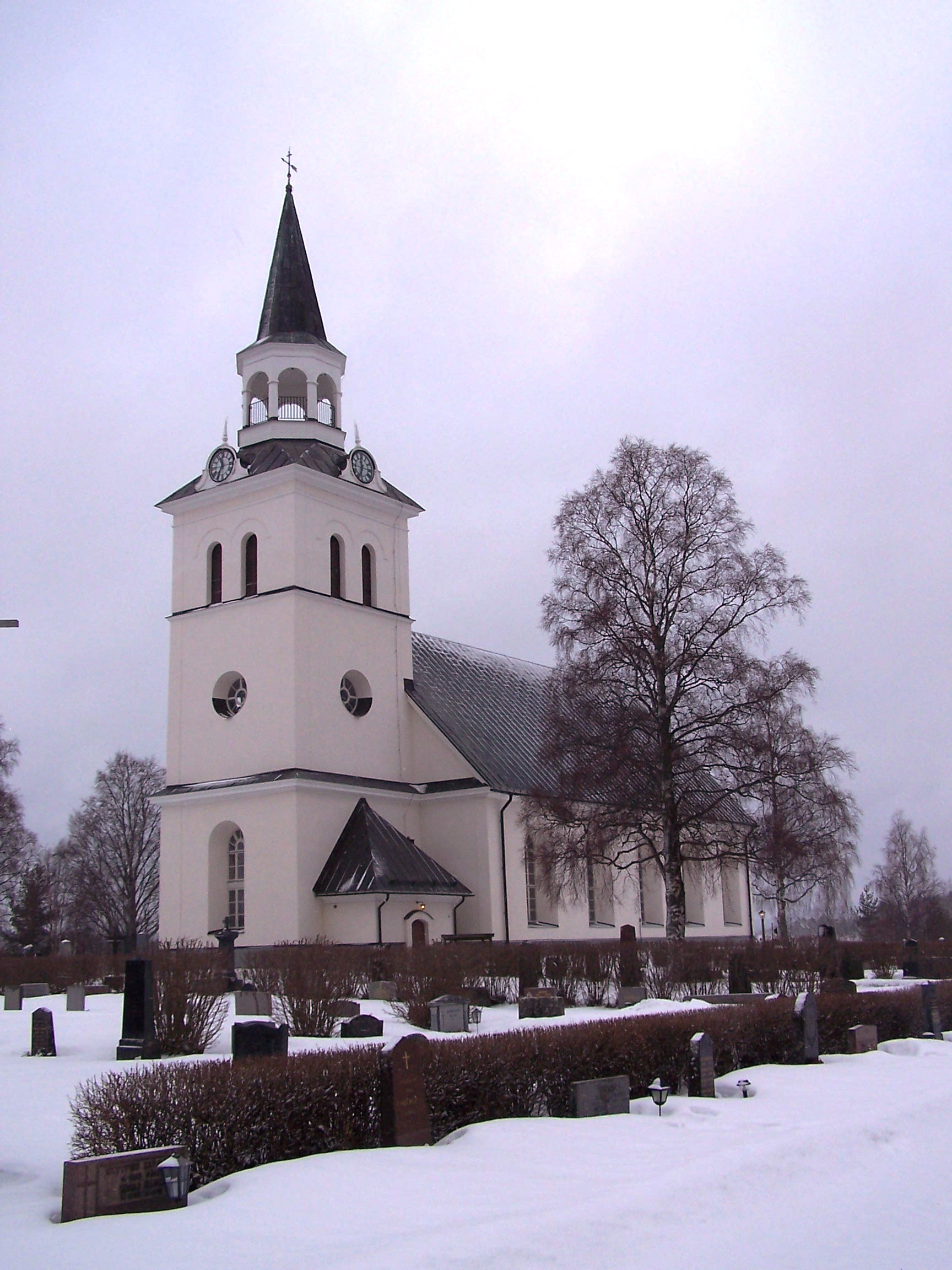
Stöde kyrka.

Stöde är en tätort i Sundsvalls kommun och kyrkbyn i Stöde socken i Medelpad. 
Stöde ligger vid Stödesjön, 42 kilometer väster om Sundsvall längs Europaväg 14 och Mittbanan. Älven Ljungan passerar genom orten. 

## Befolkningsutveckling
| Befolkningsutvecklingen i Stöde 1960–2020                             | Befolkningsutvecklingen i Stöde 1960–2020 | Befolkningsutvecklingen i Stöde 1960–2020 | Befolkningsutvecklingen i Stöde 1960–2020 | Befolkningsutvecklingen i Stöde 1960–2020 |
| --------------------------------------------------------------------- | ----------------------------------------- | ----------------------------------------- | ----------------------------------------- | ----------------------------------------- |
|                                                                       |                                           |                                           |                                           |                                           |
| År                                                                    |                                           |                                           | Folkmängd                                 | Areal (ha)                                |
| 1960                                                                  | 1960                                      |                                           | 933                                       |                                           |
| 1965                                                                  | 1965                                      |                                           | 933                                       |                                           |
| 1970                                                                  | 1970                                      |                                           | 1 026                                     |                                           |
| 1975                                                                  | 1975                                      |                                           | 1 283                                     |                                           |
| 1980                                                                  | 1980                                      |                                           | 1 264                                     |                                           |
| 1990                                                                  | 1990                                      |                                           | 1 248                                     | 252                                       |
| 1995                                                                  | 1995                                      |                                           | 610                                       | 116                                       |
| 2000                                                                  | 2000                                      |                                           | 573                                       | 116                                       |
| 2005                                                                  | 2005                                      |                                           | 543                                       | 118                                       |
| 2010                                                                  | 2010                                      |                                           | 572                                       | 118                                       |
| 2015                                                                  | 2015                                      |                                           | 704                                       | 197                                       |
| 2020                                                                  | 2020                                      |                                           | 1 313                                     | 399                                       |
| Anm.: Fanbyn utbruten 1995, återgick 2018. Sammanvuxen 2015 med Edsta |                                           |                                           |                                           |                                           |

## Samhället
Stöde kyrka ligger här.  
Stöde bibliotek, är en del av Sundsvalls stadsbibliotek. Bibliotekets lokal finns i Stöde skola och är öppen för allmänheten.  

### Evenemang
I Stöde anordnas varje år spelmansstämma på Huberget och en marknad som en gång i tiden var en av Norrlands största. Kulturföreningen StödeKult anordnar varje år Stöde Musikvecka.  

## Idrott
Stöde har ett damfotbollslag, ett herrlag samt flera ungdomslag. Den lokala idrottsklubben Stöde IF erbjuder förutom fotboll även skidor och tennis.

## Personer med anknytning till orten
Journalisten och dragspelsentusiasten Stig Nahlbom (1933–2018) var född och uppväxt i Stöde. 
Skådespelerskan Ingrid Bergman gifte sig i Stöde 1937 med sin första make Petter Lindström.
Kompositören Lennart Westman är född (1953) och uppväxt i Stöde.
Ståuppkomikern Jimmy Södermark är född och uppväxt i Stöde och hans första egna standup-show kallades "Stöde kommer till stan".